# Canção de Hildebrando

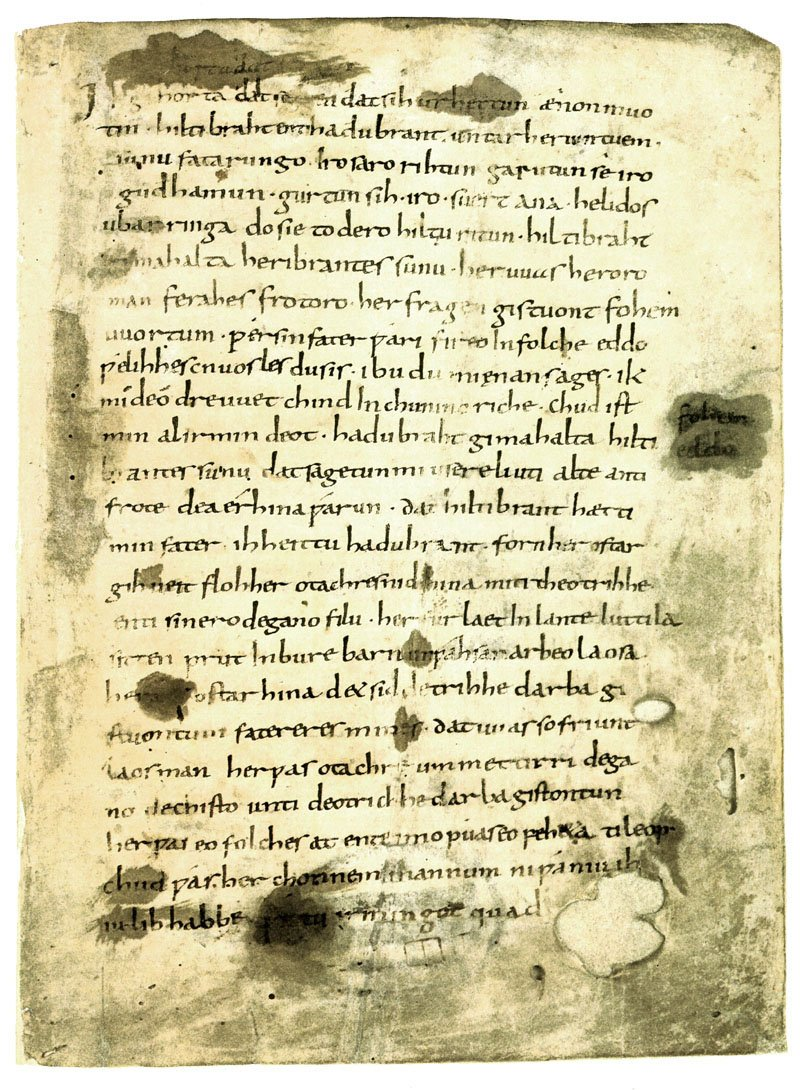
Primeiro folio do manuscrito da Canção de Hildebrando

A Canção de Hildebrando (em alemão: Hildebrandslied) é um poema épico escrito no século IX em alto alemão antigo, sendo uma das obras literárias mais antigas da língua alemã. O texto retrata um episódio da vida do herói lendário Hildebrando, tutor e companheiro de armas de Teodorico de Verona. A Canção é o mais antigo dos textos relacionados a esse tema.

## Sinopse
O início do poema apresenta o argumento geral: no campo de batalha, dois guerreiros encontram-se frente a frente para um combate.
Antes do confronto corpo-a-corpo, Hildebrando pergunta ao seu oponente quem são seus parentes. Hadubrand responde que não conheceu seu pai, mas diz que os anciãos lhe disseram que seu pai era Hildebrando, que fugiu ao oriente acompanhando Teodorico (Teodorico de Verona) para escapar da ira de Odoacro, deixando atrás mulher e filho. Hadubrand deixa claro que crê que seu pai está morto.
Hildebrando responde que Hadubrand não deveria lutar contra um parente tão próximo (sugerindo desta forma que ele é seu pai) e oferece-lhe braceletes de ouro que havia ganhado do Senhor dos Hunos (uma referência a Átila, o Huno). Hadubrand não acredita nas palavras de Hildebrando, pensando que este quer enganá-lo. Hildebrando lamenta seu destino: após haver vencido tantas batalhas em seus trinta anos de exílio, ele terá de matar seu filho ou ser morto por ele.
Começa a luta. A última linha do texto termina com os escudos sendo destruídos pela força dos golpes das armas. O poema então termina abruptamente, sem revelar o final do combate.

## Manuscrito

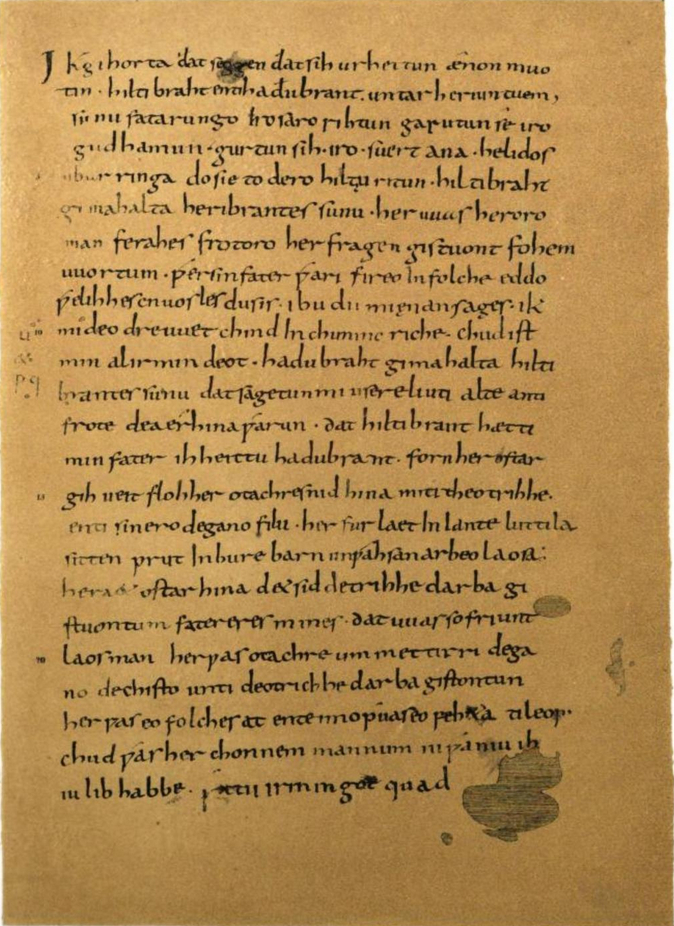
Primeira página da obra

Atualmente, apenas duas folhas com um fragmento do poema existem da Canção de Hildebrando, conservados atualmente na Biblioteca Universitária de Kassel (Alemanha) dentro de um códice com textos teológicos. Acredita-se que o poema foi escrito por volta de 830-840 no Mosteiro de Fulda, fundado no século XIII. Certamente a história foi transmitida oralmente durante muito tempo antes de ser escrita.
O texto consiste de 68 linhas com versos escritos continuamente, sem divisão em estrofes. Os versos não usam a rima e sim a aliteração, ou seja, a repetição de sílabas com sons semelhantes para conferir ritmo. O uso da aliteração era uma característica típica da poesia épica germânica da Alta Idade Média, como por exemplo no Beowulf.
A língua do texto é uma mistura entre o saxão antigo e o alto alemão antigo (dialeto bávaro antigo). A razão para essa estranha mistura não é conhecida. Sabe-se, porém, que o texto foi escrito por dois escribas distintos.